# Volvo Titan
Volvo Titan är en serie lastbilar, tillverkade av den svenska biltillverkaren Volvo mellan åren 1951 och 1973. 
Beroende på vilken årsmodell så fanns de olika varianter.
Volvo titan (utan Turbo) 1951-1955)
Volvo titan turbo (1955-1961) 185 hästars motor 
Volvo titan turbo (1961-1963) 195 hk TD96B motor 
Volvo titan turbo (1964-1965) 230 hk TD96C motor 
Volvo titan Tiptop (första frambyggda) 1965-1966)
Volvo n88 (1966-1973) TD100 motor 250 hk

## Volvo Titan
Hösten 1951 introducerade Volvo sin dittills största lastbil, L395 Titan, med en lastförmåga på upp till 10 ton i boggiutförande. Den stora VDF-motorn byttes 1953 mot den vidareutvecklade D96-motorn. Året därpå blev Titan första Volvo-lastbil att erbjudas med turbodiesel. 1956 försågs lastbilen med tryckluftsbromsar.
1959 kom den vidareutvecklade L495 Titan. Från 1964 erbjöds den frambyggda L4951 Titan Tiptop med tippbar hytt.

## Volvo N88
1965 införde Volvo sitt ”System 8”. Som en del i förändringarna presenterades en efterträdare till Titan, kallad N88. Den nya lastbilen behöll visserligen Titan-hytten, men under denna infördes alla nyheter från den frambyggda F88:an. Dessa omfattade bland annat en ny motor, ny åttaväxlad växellåda samt förstärkt chassi och hjulupphängningar.

## Motorer
| Modell   | Årsmodell | Motor                     | Cylindervolym | Effekt     | Bränslesystem |
| -------- | --------- | ------------------------- | ------------- | ---------- | ------------- |
| L395     | 1951-52   | VDF: 6-cyl radmotor ohv   | 9602 cm³      | 150 hk     | Dieselmotor   |
| L395-495 | 1953-65   | D96: 6-cyl radmotor ohv   | 9602 cm³      | 150 hk     | Dieselmotor   |
| L395-495 | 1954-65   | TD96: 6-cyl radmotor ohv  | 9602 cm³      | 185 hk     | Turbodiesel   |
| N88      | 1965-73   | D100: 6-cyl radmotor ohv  | 9602 cm³      | 165-200 hk | Dieselmotor   |
| N88      | 1965-73   | TD100: 6-cyl radmotor ohv | 9602 cm³      | 260 hk     | Turbodiesel   |

## Militära versioner
Volvo Titan och Volvo N88 fanns inom Försvarsmakten i två olika version. Försvarets fordon baserades sig på Volvos civila grundversioner.
| Grundversion   | Modell     | Militär beteckning | Tillverkad | Motor  |
| -------------- | ---------- | ------------------ | ---------- | ------ |
| L495 4x2 Titan | L49506 S 1 | Plogbil 808        | 1959–1965  | TD67C  |
| N88 6x4        | NB88-52T-S | Tankbil 861A       | 1965–1973  | TD100A |

## Galleri

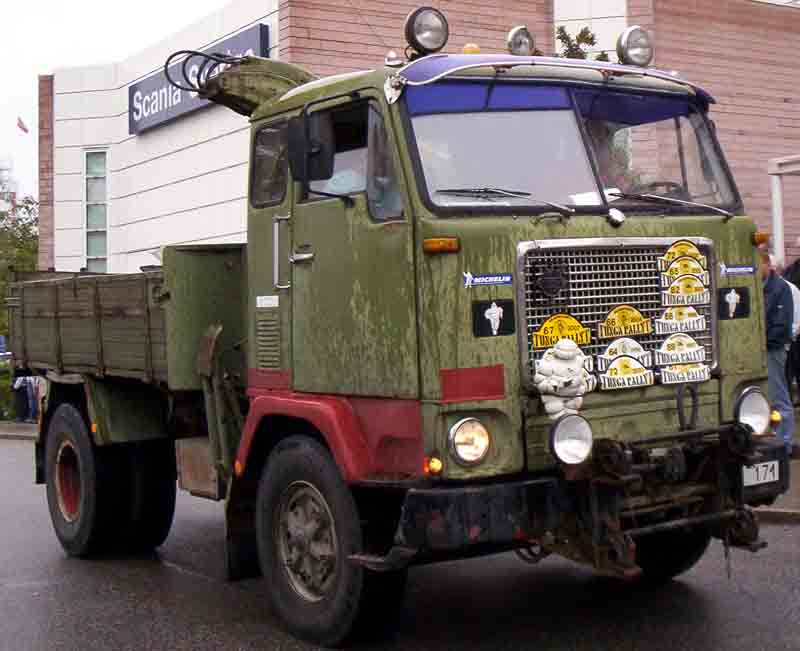
Volvo Titan Tiptop 1965
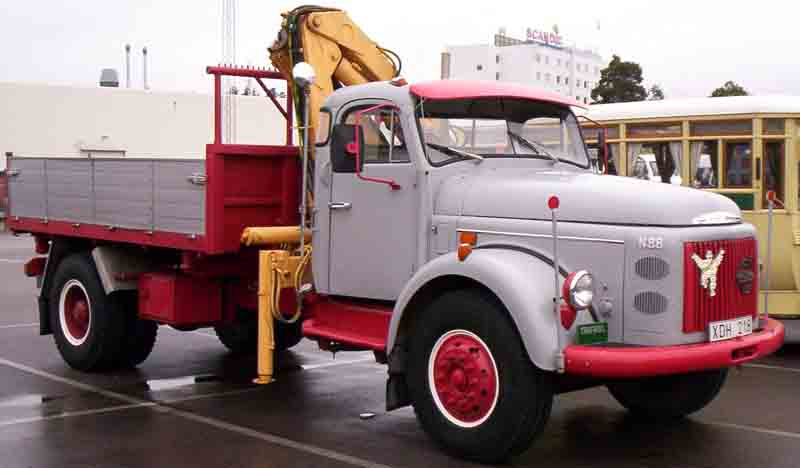
Volvo N88 1973